# Adeonella pluscula
Adeonella pluscula är en mossdjursart som beskrevs av Hayward 1988. Adeonella pluscula ingår i släktet Adeonella och familjen Adeonellidae. Inga underarter finns listade i Catalogue of Life.